# Katholieke Universiteit van Amerika
De Katholieke Universiteit van Amerika (Engels: Catholic University of America, afgekort CUA) is een katholieke instelling voor hoger onderwijs in Washington D.C. die in 1889 werd opgericht door de Amerikaanse bisschoppenconferentie. Dat laatste onderscheidt de CUA meteen van andere katholieke universiteiten in Amerika, die namelijk steeds door bepaalde congregaties werden opgericht. In die zin is de CUA van meet af aan bedoeld geweest als nationale katholieke universiteit. Om die reden werd de universiteit dan ook gevestigd in de hoofdstad van de Verenigde Staten. De universiteit verkreeg meteen pauselijke goedkeuring, met Leo XIII's encycliek Magni Nobis Gaudi
De universiteit heeft een campus, waar zich - sinds de oprichting - meer dan vijftig niet-universitaire katholieke organisaties hebben gevestigd. De campus heeft het karakter van een dorpsgemeenschap en wordt in de volksmond Little Rome genoemd. Ook enkele kloostergemeenschappen hebben zich op of nabij de campus gevestigd. Ook de Basiliek van het Nationaal Heiligdom van de Onbevlekte Ontvangenis bevindt zich op het campusterrein.
De CUA is een brede universiteit en heeft elf faculteiten. Daarnaast werd in 1965 de Katholieke Hogeschool voor Muziek aan de universiteit gekoppeld. De universiteit heeft een sterke positie op het terrein van de theologische studies. Aan de CUA worden veel priesters opgeleid. De CUA is de enige universiteit in de VS met een licentie voor het doceren van canoniek recht.